# Phytholaema dilutipes
Phytholaema dilutipes är en skalbaggsart som beskrevs av Leon Fairmaire och Germain 1860. Phytholaema dilutipes ingår i släktet Phytholaema och familjen Melolonthidae. Inga underarter finns listade i Catalogue of Life.